# O Rio Nu
O Rio Nu foi um jornal humorístico brasileiro publicado no Rio de Janeiro entre os anos de 1898 e 1916. Era uma publicação do chamado "gênero alegre", voltada ao público masculino, que abordava os costumes da sociedade carioca da Belle Époque com humor picante, com histórias de teor sexual e duplo sentido. O Rio Nu foi considerada uma publicação transgressora e pornográfica.

## Histórico
A primeira edição d'O Rio Nu foi publicada em 13 de maio de 1898, dez anos após a Abolição da Escravatura, por Heitor Quintanilha, cronista teatral do jornal A Notícia, Gil Moreno e Vaz Simão, com periodicidade bissemanal.
Entre as seções fixas da publicação estavam Nas zonas (que fazia a crônica das zonas de meretrício cariocas) Avenida Central (crônicas da sociedade, assinadas pelo pseudônimo "Vagabundo") Theatro d’O Rio Nu (notícias do teatro, especialmente fofocas sobre atrizes) e a Biblioteca d’O Rio Nu, dedicada a contos e venda de "romances para homens". Um destaque importante era dado ao jogo do bicho; nas seções "Cavação", Bolsa de Ouro e Bichinhos, o jornal publicava os resultados e palpites a respeito do jogo.
O Rio Nu também se destacava por seu projeto gráfico, recorrendo a ilustrações e fotografias de nus femininos, retirados de publicações francesas

## Censura
Em 1910, o diretor-geral dos Correios, Ignácio Tosta  emitiu uma circular que proibia a circulação pelo correio de publicações que "contenham desenhos ou publicações obscenas, notadamente os periódicos “Rio Nu” e “Sans Dessous”. O jornal, juntamente com outros veículos da imprensa, questionou a medida, afirmando que não seria prertogativa de um diretor de correios julgar o que seria considerado "obsceno", e que seria motivada por outros fatores, como o de Tosta ser membro do Círculo Católico, organização envolvida numa campanha de moralização dos costumes. A revista ganhou na justiça o direito de continuar a circular pelo correio, desde que embalada e sinalizada como material adulto.